# Nati nel 1325
| Questa pagina contiene informazioni ricavate automaticamente dalle voci biografiche con l'ausilio del template Bio e di un bot. L'aggiornamento è periodico e automatico e ricostruisce completamente la pagina. Se manca una persona in questa lista, sei pregato di non aggiungerla, ma accertati piuttosto che la sua voce biografica contenga il template Bio e che i dati anagrafici siano correttamente compilati. Se il template Bio manca, inseriscilo tu stesso o, in alternativa, metti l'avviso {{tmp\|Bio}} che ne segnala la mancanza. Se i dati riportati sono sbagliati, correggi direttamente la voce biografica; le modifiche saranno visibili in questa lista entro pochi giorni. Per chiarimenti vedi il progetto biografie. La lista contiene solo le 21 persone che sono citate nell'enciclopedia e per le quali è stato implementato correttamente il template Bio. Pagina aggiornata al 2 mar 2025. |

- 12 maggio - Roberto II del Palatinato, nobile († 1398)
- 29 settembre - Francesco I da Carrara, politico e condottiero italiano († 1393)
- Andrej di Polack, nobile lituano († 1399)
- Francesco d'Este, condottiero italiano († 1384)
- Aldobrandino d'Este, vescovo cattolico italiano († 1381)
- Domenico Fregoso, doge († 1390)
- Giovanni da Milano, pittore italiano
- Nicolò Guarco, doge († 1385)
- Jacopo di Cione, pittore italiano († 1399)
- Enrico di Langenstein, teologo, astronomo e matematico tedesco († 1397)
- Luca da Penne, giurista italiano
- Pandolfo II Malatesta, condottiero italiano († 1373)
- Matilde di Gheldria, duchessa († 1384)
- Niccolò da Bologna, miniatore italiano († 1403)
- Antonio Pavoni, presbitero italiano († 1374)
- Giacomo di Savoia-Acaia, nobile italiano († 1367)
- Niccolò Spinelli, politico e giurista italiano († 1406)
- Uliana di Tver', russa († 1391)
- Filippo Villani, scrittore e storico italiano († 1407)
- Deodato II di Clermont-Lodève, nobile francese († 1418)
- Eleonora di Sicilia, principessa italiana († 1375)